# Schieben (Kuhfelde)
Schieben ist ein Ortsteil der Gemeinde Kuhfelde der Verbandsgemeinde Beetzendorf-Diesdorf im Altmarkkreis Salzwedel in Sachsen-Anhalt.

## Geographie
Schieben, ein Straßendorf, liegt zwei Kilometer südöstlich von Kuhfelde und acht Kilometer südlich der Kreisstadt Salzwedel in der Altmark. Im Norden fließt der Salzgraben, der über die Purnitz in die Jeetze fließt.
Nachbarorte sind Vitzke im Westen, Kuhfelde im Nordwesten, Altensalzwedel im Südosten und Valfitz im Südwesten.

## Geschichte

### Mittelalter bis Neuzeit
Schieben war ursprünglich ein hufeisenförmiges Rundplatzdorf.
Im Jahre 1375 wird Schieben erstmals als Schiben im Landbuch der Mark Brandenburg erwähnt. Es war im Besitz des Klosters Dambeck. Von 1542 bis 1644 war es im Pfandbesitz der von der Schulenburg. Ab 1645 bis 1945 gehörte das Dorf dem Joachimsthalschen Schuldirektorium, dem späteren Schulamt Dambeck.
Wüstungsforscher berichten von einem Burgwall bei Schieben und beziehen sich auf ein kleines Ackerstück names „der Borgwall“, das einen halben Kilometer südwestlich vom Dorf liegt und von der Straße nach Valfitz durchschnitten wird. Vom Burgwall, einer niedrigen, nach Südwesten auslaufenden Anhöhe, sind keine Befestigungsspuren mehr erkennbar.

### Herkunft des Ortsnamens
Heinrich Sültmann leitet den Namen vom mittelhochdeutschen Wort „schibe“ für „die Scheibe, der Kreis, Rand der Scheibe, Weg- oder Flußkrümmung“ ab. Vor Schieben macht die Jeetze einen weiten Bogen.

### Eingemeindungen
Schieben gehörte ursprünglich zum Salzwedelischen Kreis der Mark Brandenburg in der Altmark. Von 1807 bis 1813 lag es im Kanton Beetzendorf auf dem Territorium des napoleonischen Königreichs Westphalen. Nach weiteren Änderungen kam es 1816 in den Kreis Salzwedel, den späteren Landkreis Salzwedel im Regierungsbezirk Magdeburg in der Provinz Sachsen in Preußen.
Am 20. Juli 1950 wurde die Gemeinde Schieben in die Gemeinde Valfitz eingemeindet. Am 1. Juli 2009 schloss sich die Gemeinde Valfitz mit anderen Gemeinden zur Gemeinde Kuhfelde zusammen. Damit kam der Ortsteil Schieben zu Kuhfelde.

### Einwohnerentwicklung
| Jahr | Einwohner |
| ---- | --------- |
| 1734 | 52        |
| 1774 | 56        |
| 1789 | 50        |
| 1798 | 55        |
| 1801 | 56        |
| 1818 | 73        |

| Jahr | Einwohner |
| ---- | --------- |
| 1840 | 65        |
| 1864 | 65        |
| 1871 | 74        |
| 1880 | 73        |
| 1892 | [0]82     |
| 1895 | 92        |

| Jahr | Einwohner |
| ---- | --------- |
| 1900 | [0]085    |
| 1905 | 077       |
| 1910 | [0]086    |
| 1925 | 085       |
| 1930 | 071       |
| 1946 | 133       |

| Jahr | Einwohner |
| ---- | --------- |
| 2015 | [00]52    |
| 2018 | [00]50    |
| 2020 | [00]51    |
| 2021 | [00]52    |
| 2022 | [00]51    |
| 2023 | [0]48     |

Quelle, wenn nicht angegeben, bis 1946:

## Religion
Die evangelischen Christen aus Schieben gehören zur Kirchengemeinde Altensalzwedel, die zur Pfarrei Altensalzwedel gehörte. Heute gehört die Kirchengemeinde zum Pfarrbereich Apenburg des Kirchenkreises Salzwedel im Bischofssprengel Magdeburg der Evangelischen Kirche in Mitteldeutschland.

## Kultur und Sehenswürdigkeiten
- Der Friedhof liegt nordwestlich des Ortes.